# Irina Staršenbaum
Irina Staršenbaum (Mosca, 30 marzo 1992) è un'attrice russa.

## Biografia
Dopo la laurea in gestione dei media e pubbliche relazioni alla Moscow State University of Printing Arts, nel 2017 ha debuttato nel ruolo principale del film Attraction di Fëdor Bondarčuk, mentre l'anno successivo ha interpretato Natal'ja Naumenko nel film tributo a Viktor Coj Summer. Insieme al cast di quest'ultimo film, ha firmato una petizione presentata a Vladimir Putin a favore della legge sulla protezione dei diritti degli animali.

## Vita privata
Dal 2017 al 2019 ha avuto una relazione con Aleksandr Petrov, conosciuto sul set di Attraction.

## Filmografia parziale

### Attrice
- Attraction (2017)
- Lёd (2018)
- Summer (2018)
- T-34 - Eroi d'acciaio (2019)
- Invasion (2020)
- Obščaga[4][5] (2021)
- Shoshana (2023)

## Premi
- Unicorno d'oro (2018)
- TĖFI (2020)